# Морсен
Морсе́н (фр. Morsain) — коммуна во Франции, находится в регионе Пикардия. Департамент коммуны — Эна. Входит в состав кантона Вик-сюр-Эн. Округ коммуны — Суассон.
Код INSEE коммуны — 02527.

## Население
Население коммуны на 2010 год составляло 426 человек.
| 1962 | 1968 | 1975 | 1982 | 1990 | 1999 | 2010 |
| ---- | ---- | ---- | ---- | ---- | ---- | ---- |
| 449  | 425  | 394  | 369  | 398  | 417  | 426  |

## Экономика
В 2010 году среди 286 человек трудоспособного возраста (15—64 лет) 216 были экономически активными, 70 — неактивными (показатель активности — 75,5 %, в 1999 году было 70,6 %). Из 216 активных жителей работали 188 человек (114 мужчин и 74 женщины), безработных было 28 (11 мужчин и 17 женщин). Среди 70 неактивных 17 человек были учениками или студентами, 22 — пенсионерами, 31 были неактивными по другим причинам.